# Ademir Marques de Menezes
Ademir Marques de Menezes, známý jako Ademir, (8. listopadu 1922 Recife – 11. května 1996 Rio de Janeiro) byl brazilský fotbalový útočník a reprezentant. Byl členem brazilského reprezentačního týmu na mistrovství světa ve fotbale 1950, kde byl s 9 góly jeho nejlepším střelcem. Ademir skončil s fotbalem v roce 1956 a stal se sportovním komentátorem a trenérem.

## Kariéra
Začal hrát ve Sport Club do Recife s kterým vyhrál šampionát státu Pernambuco. Dále působil v Vasco de Gama a Fluminense FC.
- 1938–1941 : Sport Recife
- 1942–1945 : CR Vasco da Gama
- 1946–1947 : Fluminense FC
- 1948–1955 : CR Vasco da Gama

Ademir měl úspěch i na Copa América, kterého se zúčastnil v letech 1945, 1946, 1949 a 1953.